# Jerzy Pawłowski (wioślarz)
Jerzy Pawłowski, pseudonim Pepeł (ur. 2 czerwca 1935 w Radzyniu Podlaskim) – polski wioślarz, sternik osad wioślarskich, olimpijczyk z Tokio (1964), Mistrz Sportu.
Ukończył Politechnikę Wrocławską (inżynier urządzeń sanitarnych).
Należał do klubu sportowego AZS Wrocław, a jego trenerem był Zbigniew Schwarzer.

## Osiągnięcia sportowe
- 1957–1967 - 12 razy zdobył mistrzostwo Polski (czwórka ze sternikiem);
- 1959 - 5. miejsce podczas Mistrzostw Europy w Macon (ósemki, w osadzie razem z E. Dakszewiczem, A. Klausem, S. Neumannem, E. Ostaszkiewiczem, E. Starybratem, Kazimierzem Błasińskim, Kazimierzem Naskręckim, Marianem Leszczyńskim);
- 1962 - 4. miejsce podczas Mistrzostw Świata w Lucernie (czwórki ze sternikiem, w osadzie razem z Szczepanem Grajczykiem, Ryszardem Lubickim, Andrzejem Nowaczykiem, Marianem Leszczyńskim);
- 1963 - 4. miejsce podczas Mistrzostw Europy w Kopenhadze (czwórka ze sternikiem, w osadzie razem z Szczepanem Grajczykiem, Ryszardem Lubickim, Andrzejem Nowaczykiem, Marianem Leszczyńskim);
- 1964 - 4. miejsce podczas Mistrzostw Europy w Amsterdamie (czwórka ze sternikiem, w osadzie razem z Ryszardem Lubickim, Andrzejem Nowaczykiem, Marianem Leszczyńskim, M. Szypułą);
- 1964 - 6. miejsce w finale (7:28.15) Igrzysk Olimpijskich w Tokio, czwórka ze sternikiem, w osadzie razem z Szczepanem Grajczykiem, Ryszardem Lubickim, Andrzejem Nowaczykiem, Marianem Leszczyńskim - 3. miejsce w przedbiegach (6:58.64), 1. miejsce w repesażu (7:11.74);
- 1965 - 4. miejsce podczas Mistrzostw Europy w Duisburg (czwórka ze sternikiem, w osadzie razem z Ryszardem Lubickim, Andrzejem Nowaczykiem, Marianem Leszczyńskim, M. Szypułą);
- 1966 - 9. miejsce podczas Mistrzostw Świata w Bledzie (czwórki ze sternikiem, osadzie razem z Ryszardem Lubickim, Marianem Siejkowskim, Marianem Leszczyńskim, M. Szypułą).